# La Lima, Tabasco
La Lima är en ort i Mexiko.   Den ligger i kommunen Centro och delstaten Tabasco, i den sydöstra delen av landet, 700 km öster om huvudstaden Mexico City. La Lima ligger 11 meter över havet och antalet invånare är 5 638.
Terrängen runt La Lima är mycket platt. Runt La Lima är det tätbefolkat, med 308 invånare per kvadratkilometer. Närmaste större samhälle är Villahermosa, 8,5 km norr om La Lima. Trakten runt La Lima består till största delen av jordbruksmark.